# Scorton, Lancashire
Scorton är en ort i Storbritannien.   Den ligger i grevskapet Lancashire och riksdelen England, i den centrala delen av landet, 300 km nordväst om huvudstaden London. Scorton ligger 28 meter över havet och antalet invånare är 297.
Terrängen runt Scorton är platt åt sydväst, men åt nordost är den kuperad.Runt Scorton är det tätbefolkat, med 530 invånare per kvadratkilometer. Närmaste större samhälle är Preston, 19,4 km söder om Scorton. Trakten runt Scorton består i huvudsak av gräsmarker.